# Epocar
Epocar era una casa automobilistica artigianale fondata nel 1986 a San Marino da Agostino Bruschi, specializzata in automobili di lusso.
Nata con l'intento di "ribellione" dal "grigiore" che i motti della casa automobilistica denunciavano a proposito della produzione di automobili nel mondo in quegl'anni, la Epocar voleva rispolverare la vecchia immagine lussuosa e personalizzabile dell'automobile, mostrandola come un bene di lusso e rappresentanza del clientela; immagine che nel corso del tempo era stata soppiantata dalla concezione di auto più come mezzo di trasporto che altro.

## Strategia commerciale
A tale scopo, i modelli di Epocar, oltre ad essere lussuosi e riconoscibili a primo impatto, erano interamente personalizzabili, soprattutto negli interni con addirittura la possibilità di far incidere nel legno presente negli interni, o di far ricamare nei tessuti dei sedili iniziali o nomi di famiglia.
I modelli non venivano prodotti solo su ordinazione, ma il cliente poteva acquistare un modello di serie, prodotto interamente in modo artigianale.

## Storia
A causa della particolare strategia commerciale della ditta e degli eccessivi costi dovuti ad una produzione artigianale la EPOCAR ebbe vita breve, dopo un ambizioso esordio con due modelli distinti, indirizzati a privati, per uso quotidiano o di rappresentanza, fu costretta in un secondo momento a limitarsi nella produzione di modelli "da cerimonia", arrivando a produrre un solo modello in due sole versioni (coupé e cabrio) con un'unica motorizzazione da 2000 cm³, e successivamente nel 1992 a cessare l'attività.

## Curiosità
Il motore è della Escort c.c. 1993 OHC con albero a cammes in testa, monoblocco cosiddetto "grosso". I mozzi ruote, il differenziale posteriore e la scatola guida sono del Ford Transit. La verniciatura originale era della Du PONT (formula LUCITE IMLAR) a un solo strato. Il colore Rosso 300 era lo stesso adottato dalle Ferrari. Il prezzo di vendita era di Lire 82 milioni ed erano programmate n° 300 vetture. In realtà ne furono costruite solo n° 34, in parte bicolori (i soli parafanghi di colore diverso dal resto della carrozzeria). La carrozzeria aveva lo stesso colore per solo due vetture e il costruttore Tino Bruschi non ha mai voluto ampliarne il numero, anche se richiesto da alcuni clienti.